# Zsebedomb
Zsebedomb Pécs belvárosától 3 km-re, Cserkút közelében, természetvédelmi területen található. A Pécshez tartozó terület mára a városlakók kikapcsolódását szolgálja, visszavonulásukat a természethez közeli kis hétvégi házaikba. Délre a pellérdi halastavak látképe, északra a Jakab-hegy látványa tárul a szemlélő elé. Cserkút alig 5-10 percre található gyalogosan.
A gyönyörű természeti környezet, gazdag túrázási lehetőséget, látnivalót kínál. Az északra elterülő Jakab-hegyi természetvédelmi területen kőzettani ritkaságok (Babás-szerkövek) találhatók. A Jakab-hegy fennsíkján, a pálos szerzetesek a második világháború után templomot kezdtek építeni. A be nem fejezett templom romos tornyának felújításával alakították ki a mai kilátót. A 602 m magasan fekvő kolostor romjai, és kis tavak az egykori avar és kelta földvárak gyűrűin belül helyezkednek el.
Az idelátogató vendégek választhatnak az ezeréves Pécs kulturális, építészeti látnivalói, és a Nyugati-Mecsek nyújtotta természeti kincseinek (Babás-szerkövek, Sas fészek, Zsongor-kő, Éger-völgy stb.) felfedezése között.

## Lásd még
- Pécs

## Külső hivatkozások
- az itour.hu oldaláról.